# Reprezentacja Demokratycznej Republiki Konga w piłce siatkowej kobiet
Reprezentacja Demokratycznej Republiki Konga w piłce siatkowej kobiet to narodowa reprezentacja tego kraju, reprezentująca go na arenie międzynarodowej.
Największym sukcesem reprezentantek Demokratycznej Republiki Konga jest 6. miejsce Mistrzostw Afryki, wywalczone w 1991.

## Mistrzostwa Afryki
| Rok  | Kraj     | Miejsce      |
| ---- | -------- | ------------ |
| 1976 | Egipt    | brak udziału |
| 1985 | Tunezja  | brak udziału |
| 1987 | Maroko   | brak udziału |
| 1991 | Egipt    | 6. miejsce   |
| 1993 | Nigeria  | brak udziału |
| 1995 | ???      | brak udziału |
| 1997 | ???      | brak udziału |
| 1999 | Nigeria  | brak udziału |
| 2001 | Nigeria  | brak udziału |
| 2003 | Kenia    | 7. miejsce   |
| 2005 | Nigeria  | brak udziału |
| 2007 | Kenia    | brak udziału |
| 2009 | Algieria | brak udziału |
| 2011 | Kenia    | brak udziału |
| 2013 | Kenia    | brak udziału |
| 2015 | Kenia    | brak udziału |
| 2017 | Kamerun  | 9. miejsce   |